# 斉藤發司
斉藤 發司（さいとう はつじ、1931年12月14日 - 2016年6月8日）は、日本の経営者。東京市（現・東京都）浅草生まれ、大阪府出身。リイド社の初代社長。漫画家さいとう・たかをの実兄。

## 来歴
1931年12月14日、東京市浅草に生まれる。生後まもなくして大阪に移る。神戸大学を卒業してから4年間、会社員として勤務した。1961年、実弟のさいとう・たかをに請われ、マネージャーとなるべく上京、さいとう・プロダクションの経営に参画する。1974年、出版部門を分離独立させるかたちでリイド社を設立。以後、リイド社およびさいとう・プロダクションの代表取締役社長として、経営の第一線で辣腕を振るう。
2016年6月8日、視床梗塞のため死去。84歳没。リイド社およびさいとう・プロダクションの代表取締役社長は、当時、専務取締役だった長男・哲人が引き継いだ。